# Quercus vestita
Quercus vestita — вид рослин з родини букових (Fagaceae); ендемік Ассаму, Індія.

## Середовище проживання
Цей вид дуба обмежений штатом Ассам, Індія.
Ймовірно, трапляється в субтропічних або помірних гірських лісах; на висотах 500–1750 м.